# Zaurbiek Sochijew
Zaurbiek Mairbiekowicz Sochijew (ros. Заурбек Маирбекович Сохиев, uz. Zaurbek Soxiyev; ur. 1 czerwca 1986) – uzbecki zapaśnik osetyjskiego pochodzenia, startujący w kategorii do 84 kg w stylu wolnym, mistrz świata (2009).
Urodził się w Tadżykistanie, gdzie pracował ówcześnie jego ojciec − Mair Sochijew (były sztangista). Wychował się i mieszka w stolicy Północnej Osetii, Władykaukazie.
Zapasy trenuje od 8 roku życia. W 2005 roku przyjął propozycję startów dla reprezentacji Uzbekistanu i jeszcze w tym samym roku w niej zadebiutował (podczas Pucharu Świata w Taszkencie).
Największym jego sukcesem jest złoty medal mistrzostw świata 2009. Startował na igrzyskach olimpijskich w Pekinie, zajmując 9. miejsce. W Londynie 2012 zajął dwunaste miejsce w kategorii 84 kg. 
Trzeci w drużynie w Pucharze Świata w 2008 roku.